# Kościół Świętych Piotra i Pawła w Lasowicach Wielkich
Kościół Ewangelicki Świętych Piotra i Pawła – ewangelicko-augsburski kościół parafialny w Lasowicach Wielkich, należący do parafii Ewangelicko-Augsburskiej Świętych Piotra i Pawła w diecezji katowickiej.

## Historia kościoła
Do 1862 roku ewangelicy z Lasowic w większości uczęszczali na nabożeństwa do Kluczborka. W 1862 roku została zakupiona działka pod budowę kościoła. Dnia 16 czerwca 1864 roku położono kamień węgielny pod budowę, a 29 czerwca 1866 roku, po zakończeniu prac budowlanych kościół został konsekrowany. W 1878 roku wybudowana została przestronna plebania. Niestety, 13 lutego 1913 roku, spłonęła, jednak już jesienią tego samego roku została odbudowana.
W 1910 roku zostały zakupione nowe organy z 14 głosami oraz 2 manuałami (dotychczas używane były już stare i wysłużone). Po zakończeniu II wojny światowej kościół pozostał w rękach ewangelików. W 1995 roku została wymieniona dachówka na kościele. W 2001 roku świątynia została odmalowana. W 2006 roku obchodzono jubileusz 140-lecia istnienia kościoła. Z okazji tej umieszczono na frontowym murze kościoła tablicę pamiątkową.